# Notozomus
Genre
Notozomus est un genre de schizomides de la famille des Hubbardiidae.

## Distribution
Les espèces de ce genre sont endémiques du Queensland en Australie,.

## Liste des espèces
Selon Schizomids of the World (version 1.0) :
- Notozomus aterpes Harvey, 1992
- Notozomus boonah Harvey, 2000
- Notozomus bronwenae Harvey, 2000
- Notozomus curiosus Harvey, 2000
- Notozomus daviesae Harvey, 1992
- Notozomus elongatus Harvey, 2000
- Notozomus faustus Harvey, 2000
- Notozomus ingham Harvey, 1992
- Notozomus jacquelinae Harvey, 2000
- Notozomus ker Harvey, 1992
- Notozomus majesticus Harvey, 2000
- Notozomus maurophila Harvey, 2000
- Notozomus monteithi Harvey, 1992
- Notozomus raveni Harvey, 1992
- Notozomus rentzi Harvey, 1992
- Notozomus spec (Harvey, 1992)
- Notozomus wudjl Harvey, 2000

## Publication originale
- Harvey, 1992 : The Schizomida (Chelicerata) of Australia. Invertebrate Taxonomy, vol. 6, no 1, p. 77-129.